# Weichmagnetische Werkstoffe

Hysteresekurve eines weichmagnetischen Trafokerns

Weichmagnetische Werkstoffe sind Materialien, die sich in einem Magnetfeld leicht magnetisieren lassen. Diese magnetische Polarisation kann z. B. durch einen elektrischen Strom in einer stromdurchflossenen Spule um einen Magnetkern oder durch Anwesenheit eines Permanentmagneten erzeugt werden. Die Polarisation führt in allen weichmagnetischen Werkstoffen zu einer vielfach höheren magnetischen Flussdichte, als sie das von außen wirkende magnetische Feld in Luft erzeugt. Vereinfacht ausgedrückt „verstärkt“ ein weichmagnetisches Material ein äußeres Magnetfeld um die Werkstoffpermeabilität. Weichmagnetische Werkstoffe besitzen eine Koerzitivfeldstärke von weniger als 1000 A/m. Wenn ein äußeres Magnetfeld die Koerzitivfeldstärke übersteigt, wird auch die Richtung des magnetischen Flusses im Werkstoff umgedreht.

## Abgrenzung
Im Gegensatz zu hartmagnetischen Werkstoffen, dies sind beispielsweise Dauermagneten, wird bei weichmagnetischen Stoffen der Hystereseverlust beim Ummagnetisieren, z. B. in einem Transformator oder im Wechselfeld in Generatoren und Elektromotoren, klein gehalten. Da neben dem Hystereseverlust auch der Wirbelstromverlust verringert werden soll, werden bei netztypischen Frequenzen widerstandserhöhende Legierungszusätze wie Silizium und Aluminium (bei Eisenlegierungen) verwendet. Bei hohen Frequenzen werden wenig oder nichtleitende Ferrite eingesetzt.

## Stoffgruppen
Man verwendet zwei weichmagnetische Stoffgruppen. Zur Unterscheidung sind besonders die Permeabilität und die Verluste von Bedeutung:
- Metalle (massiv, gebundene Pulver, Bleche, kristalline oder amorphe Bänder, früher auch Drähte)
- keramische Werkstoffe (Ferrite)

Die metallischen Werkstoffe basieren vor allem auf den ferromagnetischen Metallen Eisen, Cobalt und Nickel. Hier unterscheidet man drei Hauptgruppen: kristalline Legierungen, amorphe Legierungen, nanokristalline Legierungen.
Die keramischen Werkstoffe sind vor allem Ferrite auf Basis von Metalloxiden, wobei die beiden Stofffamilien Mangan-Zink (MnZn) und Nickel-Zink (NiZn) im Vordergrund stehen.

## Klassifizierung
Eine Klassifizierung wird in der Norm IEC 60404-1 vorgenommen:
- Eisen (sogenanntes „Weicheisen“)
- Stähle mit niedrigem Kohlenstoffanteil
- Stähle mit Silizium-Zusatz (FeSi), Elektroblech und -band
- Andere Stahlsorten
- Nickel-Eisen-Legierungen (FeNi)
- Cobalt-Eisen-Legierungen (FeCo)
- Andere Legierungen (z. B. FeAl, FeAlSi)
- Ferrite

## Bauformen
Weitverbreitete Bauformen weichmagnetischer Werkstoffe bzw. die äußeren Formen, in denen sie Verwendung finden, sind folgende:
- Kernbleche
- Ringkerne
- Schnittbandkerne
- Geklebte Blechpakete
- Form- und Massivteile
- Pulverkerne
- Geteilte Kernformen wie UU, UI, EE, EI, EC, RM, Schalen (Schwerpunkt Ferrite)
- Dünne Schichten
- Drähte

## Anwendungen
Die Hauptanwendungen für weichmagnetische Werkstoffe liegen überwiegend im Bereich der Elektrotechnik und sind:
- Motoren und Generatoren
- Transformatoren, Übertrager, Drosseln, Spulen, Baluns
- Relais und Schütze
- Fehlerstrom-Schutzschalter (FI-Schutzschalter)
- Bauteile zur Ultraschallerzeugung (Magnetostriktion)
- Mechanische Filter und Verzögerungsleitungen
- Magnetkopf für die Informationsspeicherung in hartmagnetischen Stoffen (Magnetband, Festplatte, Magnetstreifen, früher auch Drähte)
- Diebstahlsicherung (Warensicherungsetikett)
- Induktive Sensoren
- Reedkontakte
- Ferritantennen